# キヲクトキロク 〜 Major Turn-Round
『キヲクトキロク 〜 Major Turn-Round』(キヲクトキロク メジャー・ターン・ラウンド)は2003年2月5日にリリースされたTM NETWORKの蔵出し音源集。

## 概要
インディーズで発売された『Major Turn-Round』をメジャーレーベルで再発売する際に特典として蔵出し音源集『キヲクトキロク』を加えて、2枚組にしたアルバムである。
TM NETWORKのアルバムタイトルに日本語及びカタカナが表記に使われたのは、本作が唯一である。
『キヲクトキロク』盤は、『Major Turn-Round』には収録されなかった再始動後のシングル3作品「GET WILD DECADE RUN」「10 YEARS AFTER」「Happiness×3 Loneliness×3」及び、昨年に発売された「CASTLE IN THE CLOUDS」を初商品化音源で収録しているほか、ライブ音源、雑誌『K'z Magazine』の特典曲といった、TMN終了前の音源も収録している。

## 収録曲
| #         | タイトル                                                                               | 作詞                 | 作曲      | 編曲                            | 時間  |
| --------- | -------------------------------------------------------------------------------------- | -------------------- | --------- | ------------------------------- | ----- |
| 1.        | 「CAROL（Unreleased Piano Version）」                                                  |                      | 小室哲哉  | 小室哲哉                        | 5:44  |
| 2.        | 「GET WILD DECADE RUN（’99 Version）」                                                 | 小室みつ子、小室哲哉 | 小室哲哉  | 小室哲哉                        | 7:10  |
| 3.        | 「Happiness×3 Loneliness×3（Club Mix）」                                               | 小室みつ子           | 小室哲哉  | Bobby D' Ambrosio（リミックス） | 8:04  |
| 4.        | 「It's Gonna Be Alright (TK Vocoder Version)」                                         | 小室哲哉             | 小室哲哉  | 小室哲哉                        | 4:24  |
| 5.        | 「10 YEARS AFTER（Featuring COMMON）」                                                 | 小室哲哉             | 小室哲哉  | 小室哲哉                        | 5:48  |
| 6.        | 「IN THE MOMENT」                                                                      |                      | 小室哲哉  | 小室哲哉                        | 5:09  |
| 7.        | 「WORLDPROOF（A DEEP REMIX）〜Interlude〜」                                            |                      | 小室哲哉  | 村上章久（リミックス）          | 3:03  |
| 8.        | 「Get Wild（Live from 2001 RENDEZVOUS IN SPACE）」                                     | 小室みつ子           | 小室哲哉  | 小室哲哉                        | 8:38  |
| 9.        | 「CASTLE IN THE CLOUDS（YABE VERSION）」                                               | 小室みつ子           | 小室哲哉  | 小室哲哉、吉田建                | 2:26  |
| 10.       | 「MESSAGE（KIOKU REMIX）」                                                             | 小室みつ子           | 小室哲哉  | 村上章久（リミックス）          | 6:30  |
| 11.       | 「We Are Starting Over 〜ずっと好きだった〜（Naoto Kine Piano Instrumental Version）」 |                      | 木根尚登  | 木根尚登                        | 3:47  |
| 12.       | 「EPILOUGE 1991〜月とピアノ〜」                                                        |                      | 小室哲哉  | 小室哲哉                        | 1:41  |
| 合計時間: | 合計時間:                                                                              | 合計時間:            | 合計時間: | 合計時間:                       | 62:24 |

| 全編曲: 小室哲哉。 |                                               |            |           |       |
| #                  | タイトル                                      | 作詞       | 作曲      | 時間  |
| 1.                 | 「WORLDPROOF」                                |            | 小室哲哉  | 0:38  |
| 2.                 | 「IGNITION, SEQUENCE, START (ALBUM VERSION)」 | 小室みつ子 | 小室哲哉  | 6:59  |
| 3.                 | 「MAJOR TURN-ROUND」                          | 小室みつ子 | 小室哲哉  | 32:22 |
| 4.                 | 「PALE SHELTER」                              | 小室みつ子 | 木根尚登  | 4:56  |
| 5.                 | 「WE ARE STARTING OVER (ALBUM VERSION)」      | 小室みつ子 | 木根尚登  | 3:57  |
| 6.                 | 「MESSAGE (ALBUM VERSION)」                   | 小室みつ子 | 小室哲哉  | 5:10  |
| 7.                 | 「CUBE」                                      | 小室みつ子 | 木根尚登  | 4:25  |
| 合計時間:          | 合計時間:                                     | 合計時間:  | 合計時間: | 58:27 |

## 曲解説

### DISC 1 キヲクトキロク
1. CAROL（Unreleased Piano Version）
6thアルバム『CAROL 〜A DAY IN A GIRL'S LIFE 1991〜』収録曲「A Day in the Girl's Life (永遠の一瞬)」のピアノソロバージョン。
このピアノソローバージョンは後に同年9月6日及び9月7日に苗場プリンスホテルにて行われたファンイベント「TM NETWORK FAN EVENT in NAEBA'03」にて演奏された。
2. GET WILD DECADE RUN（’99 Version）
29thシングルのラフミックスバージョン。
3. Happiness×3 Loneliness×3（Club Mix）
31stシングルのリミックスバージョン。
4. It's Gonna Be Alright (TK Vocoder Version)
29thシングル「GET WILD DECADE RUN」のカップリング曲の歌詞違いバージョン。
5. 10 YEARS AFTER（Featuring COMMON）
30thシングルのコモンをフィーチャーしたバージョン。
6. IN THE MOMENT
未発表曲。元のテープには「PIANO#1」と表記されていた。
後の2019年に行った宇都宮隆のコンサートツアー「Takashi Utsunomiya Tour 2019 Dragon The Carnival」ではSEとして本曲が使用された。
7. WORLDPROOF（A DEEP REMIX）〜Interlude〜
9thアルバム『Major Turn-Round』収録曲のリミックスバージョン。本曲のリミックスは村上章久が担当している。
8. Get Wild（Live from 2001 RENDEZVOUS IN SPACE）
10thシングル。2001年1月1日に沖縄で行われた『Rendez-vous in Space 2001』から収録。『LIVE TOUR Major Turn-Round』で演奏されたテイクが基調となっている。
なお、この日に行われたライヴでは、歌い出しを間違っていたというエピソードがあり、本作に収録されている同曲はその間違っている部分のみ他の日に行われていた音源と差し替えられている。
9. CASTLE IN THE CLOUDS（YABE VERSION）
35thシングルの歌詞違いバージョン。同局のテレビ番組『進ぬ!電波少年』に出演していたお笑い芸人である矢部太郎の応援歌として作られた時の音源。
10. MESSAGE（KIOKU REMIX）
32ndシングルのリミックスバージョン。「WORLDPROOF」と同様に、本曲を村上章久によってリミックスしたものである。
11. We are starting over 〜ずっと好きだった〜（Naoto Kine Piano Instrumental Version）
34thシングルのピアノソロバージョン。木根が1999年に行ったソロライブ「NAOTO KINE 1999 TALK&LIVE Vol.5〜ずっと好きだった〜」のパンフレットに付属されていたCDからの音源。
12. EPILOUGE 1991〜月とピアノ〜
1991年10月20日に発売された雑誌『K'z Magazine』の特典CDに収録されていたインストゥルメンタル楽曲。『EOS B500』のCMソングとしても起用されていた。

### DISC 2 Major Turn-Round
詳細はMajor Turn-Roundの項を参照。